# NGC 2709
NGC 2709 (również PGC 25103) – galaktyka soczewkowata (S0), znajdująca się w gwiazdozbiorze Hydry. Odkrył ją 27 stycznia 1852 roku Bindon Stoney – asystent Williama Parsonsa.